# Христофор, Теона и Антонин
Свети мученици Христофор, Теона и Антонин су хришћански светитељи. Сва тројица су били млади официри у служби цара Диоклецијана. Када је свети Ђорђе великомученик био мучен, они су гледали муке његове, као и чуда која су се том приликом догодила. Када су видели све то они су изашли пред цара, одбацили оружје, скинули са себе појасеве војничке, и исповедили име Исуса Христа. Зато су стављени на велике муке, и најзад бачени у огањ, где су преминули. Пострадали су у Никомидији 303. године.
Српска православна црква слави их 19. априла по црквеном, а 2. маја по грегоријанском календару.